# Solas (band)

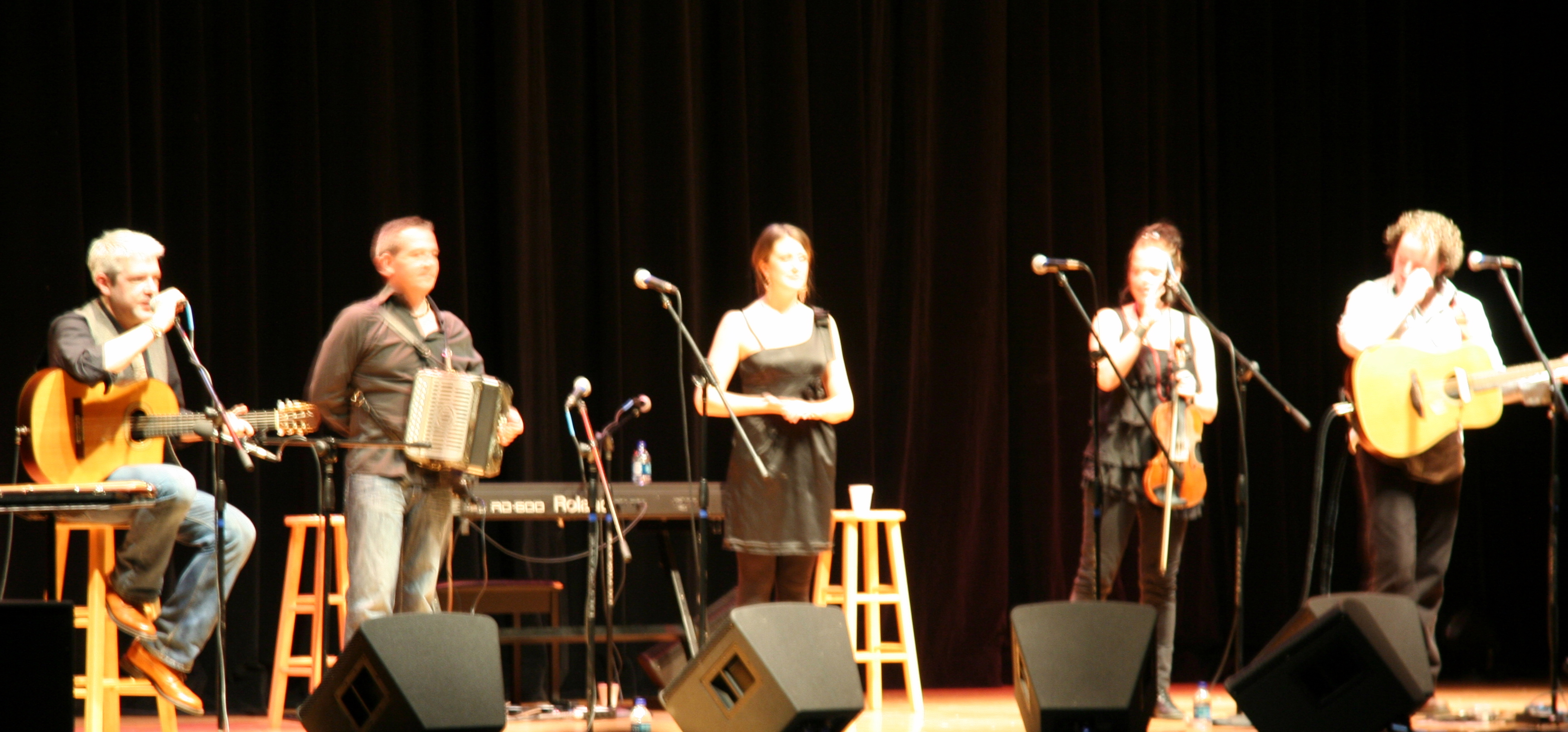
Solas

De Amerikaans-Ierse traditionele folkband Solas werd in 1996 opgericht door Séamus Egan, overige leden van de groep waren Winifred Horan, John Doyle, John Williams en zangeres Karan Casey. Bij hun muziek maakten zij gebruik van banjo, gitaar, diatonische accordeon en bouzouki. Later verliet Karan Casey de groep en werd vervangen door Deirdre Scanlan. Karan is de vrouw van concertinaspeler Niall Vallely en heeft nu haar eigen band. In 2006 vond ter ere van het tienjarig bestaan van de band in Philadelphia een reünie plaats waarin de voormalige en huidige muzikanten met elkaar een cd en dvd produceerden.
Het Keltische woord Solas betekent licht.
Folkband Solas heeft nu als bezetting:
- Séamus Egan: gitaar, banjo en fluit
- Winifred Horan: viool
- Mick McAuley: diatonische accordeon en fluit
- Mairéad Phelan: zang
- Eamon McElholm: gitaar

## Discografie
- 1996 — Solas
- 1997 — Sunny Spells and Scattered Showers
- 1998 — The Words That Remain
- 2000 — The Hour Before Dawn
- 2002 — The Edge of Silence
- 2003 — Another Day
- 2005 — Waiting for an Echo
- 2006 — Reunion: A Decade of Solas
- 2008 — For Love and Laughter
- 2010 — The Turning Tide
- 2013 — Shamrock City
- 2016 — All These Years